# Акчурин, Касим Александрович
Каси́м Алекса́ндрович Акчу́рин (9 октября 1943, Батуми, Грузинская ССР, СССР) — советский футболист, российский тренер, мастер спорта СССР с 1966 года.

## Биография
Родился в Батуми, однако в послевоенные годы его семья переехала в Махачкалу.
Дед был капитаном погранзаставы в Батуми. Отец Александр Акчурин погиб на фронте.
Воспитанник юношеской футбольной школы «Темп», которая представляла Дагестан на Всесоюзных соревнованиях в 1958—1960 гг. Один из самых талантливых футболистов того времени в республике. В 1965 году перешёл в ростовский СКА, за который провёл три матча в высшей лиге. В 1966 году вместе с Александром Щукиным перебрался в «Спартак» Орджоникидзе. В 1967 году играл в другом клубе высшей лиги луганской «Заре» (13 игр). Далее играл в свердловском «Уралмаше» и «Тереке» Грозный. Завершал карьеру в родном «Динамо». После завершения карьеры долгое время работал тренером «Динамо», а также был судьёй региональной категории.